# Linepithema oblongum
Linepithema oblongum är en myrart som först beskrevs av Santschi 1929.  Linepithema oblongum ingår i släktet Linepithema och familjen myror. Inga underarter finns listade i Catalogue of Life.

## Bildgalleri

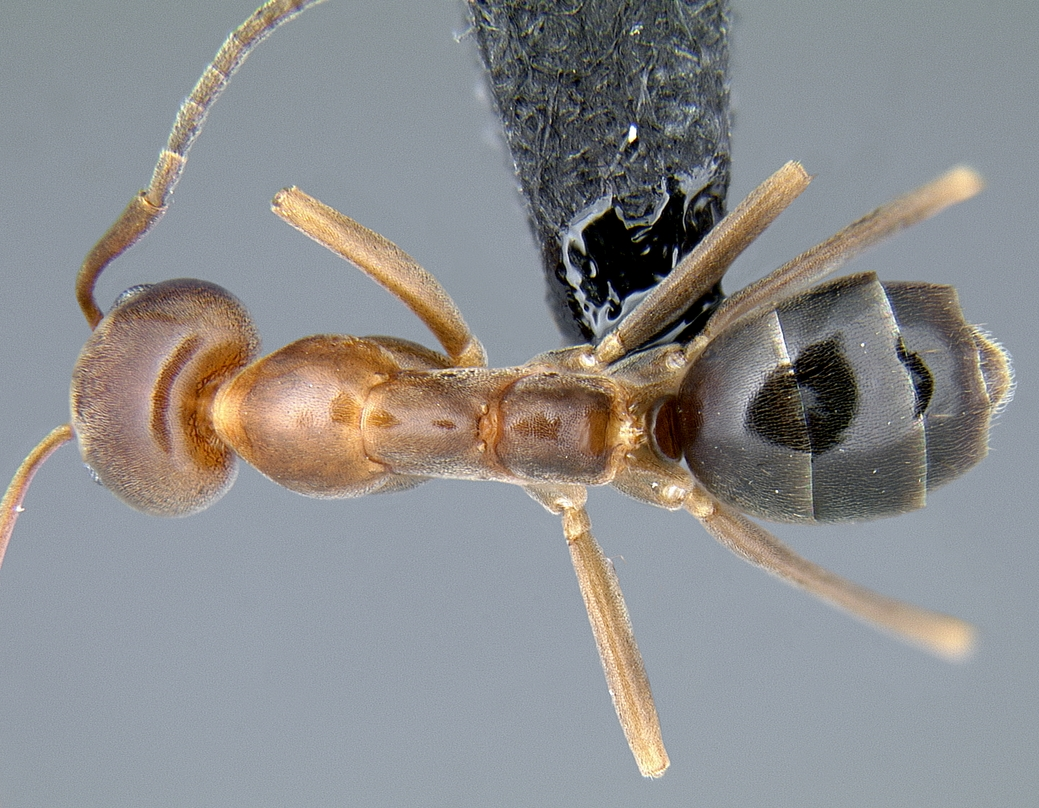
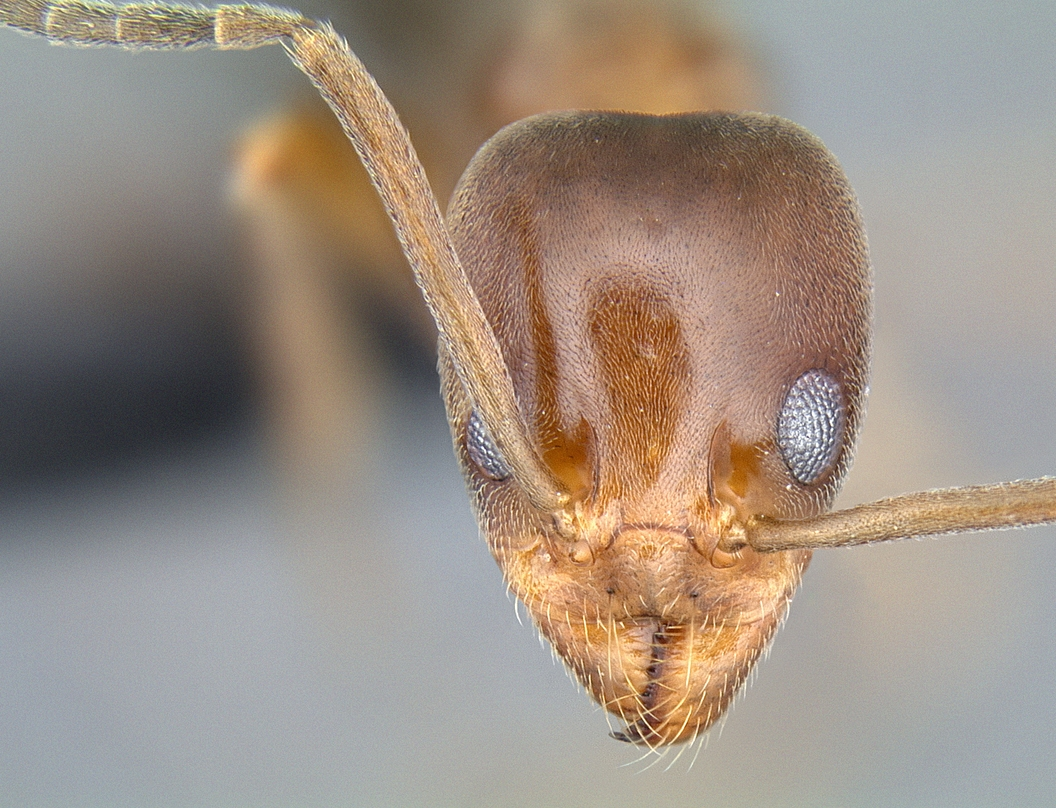
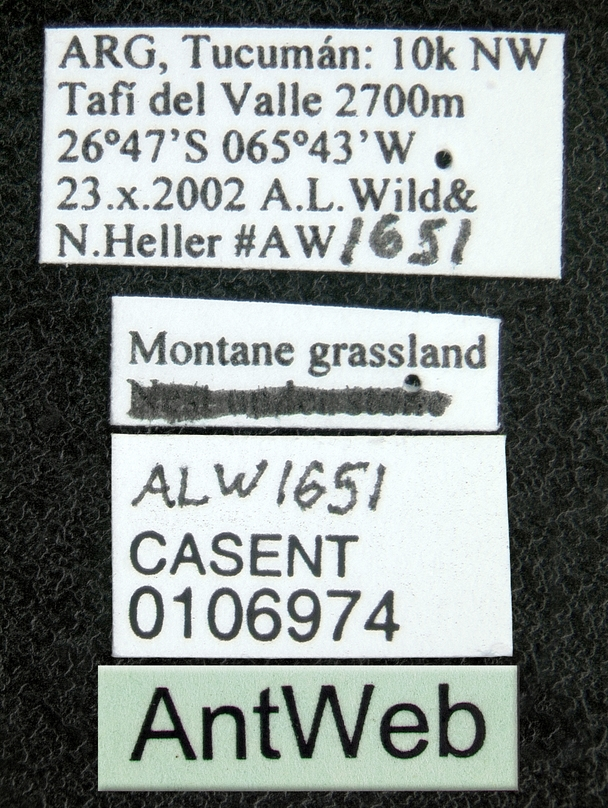
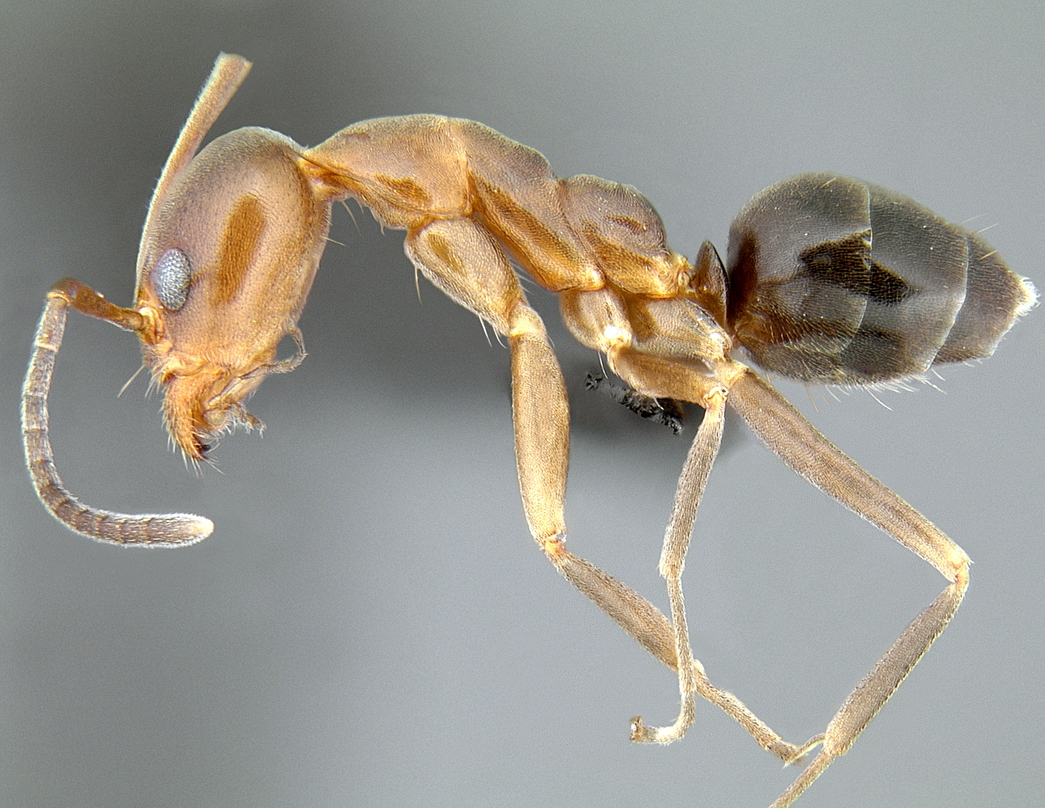